# Rijksstandaard

Rijksstandaard 1815

De  rijksstandaard is een van de regalia van het Koninkrijk der Nederlanden.
De Nederlandse rijksstandaard is een witte moirézijden gonfalone, omhooggehouden aan een bruin houten stok. De standaard wordt gebruikt bij inhuldigingen en is met het 19e-eeuwse, tot 1907 gebruikte, wapen van het Koninkrijk der Nederlanden geschilderd. De standaard is afgezet met blauwe en goudkleurige franje en versierd met twee kwasten in deze kleuren. De staaf waar de banier aan hangt is 257 cm lang.
Op de website van het Koninklijk Huis is sprake van de "rijksbanier (ook wel rijksstandaard of rijksvaandel genoemd)".  Op de rijksstandaard is het rijkswapen, dat is gelijk aan het wapen van de Koning der Nederlanden, afgebeeld, met twee met beugelkronen gekroonde leeuwen als schildhouders. 
De kunstschilder Bartholomeus Johannes van Hove (1790-1880) schilderde de rijksbanier in 1840 voor ƒ 300,-.
De standaard werd voor de inhuldiging van koning Willem III der Nederlanden vervaardigd en werd sindsdien bij alle inhuldigingen gebruikt. In 2013 werd hij bij de inhuldiging van Willem-Alexander vastgehouden door de Inspecteur-generaal der Krijgsmacht Ton van Ede..

## Afbeeldingen

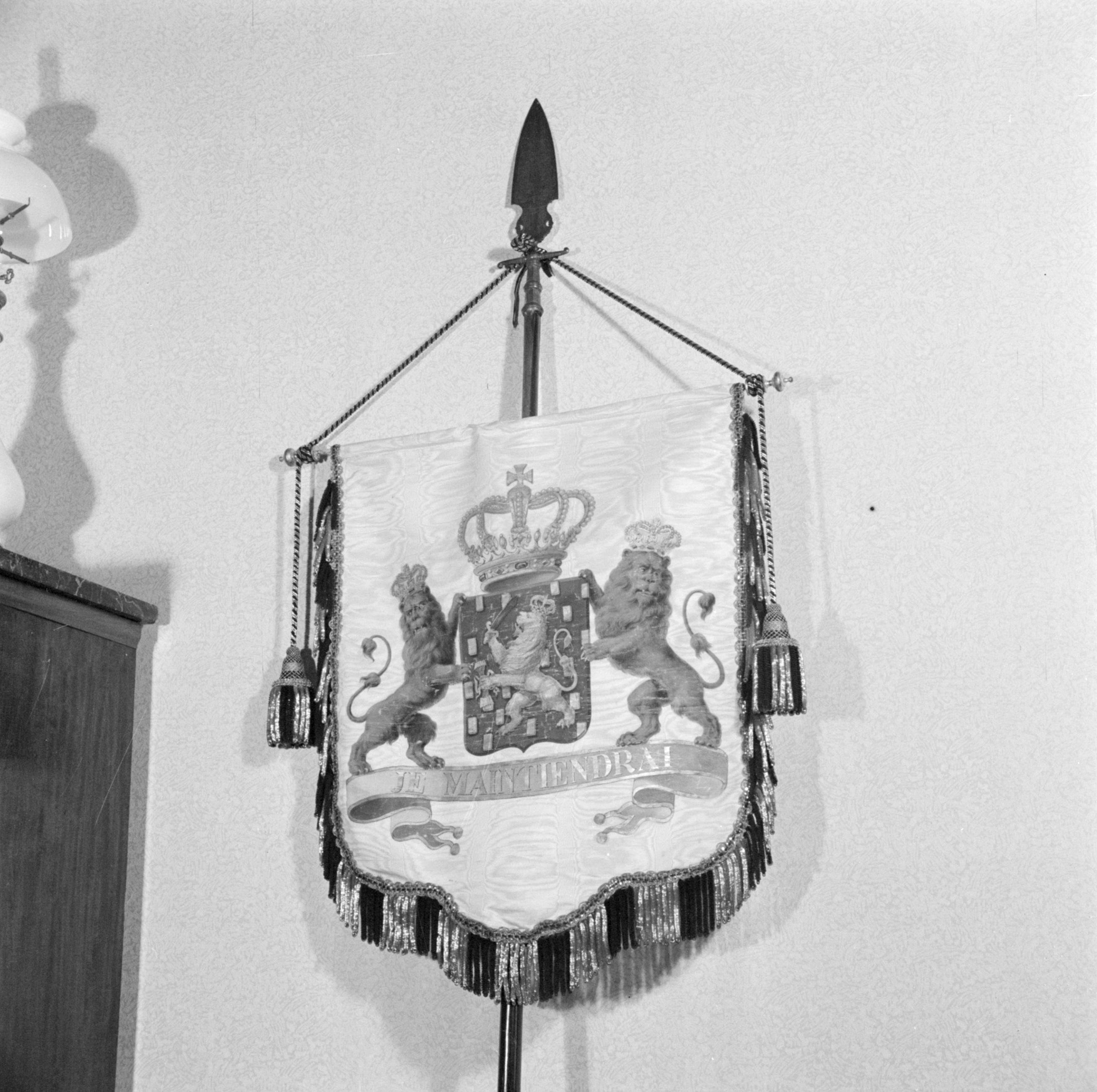
De Rijksstandaard in 1948, bij de inhuldiging van Koningin Juliana.
Het afgebeelde oude rijkswapen

koningskroon · rijksappel · rijkszwaard · scepter · rijksstandaard
adelaar · Agnus Dei · alliantiewapen · andreaskruis · ankerkruis · armoriaal · baldakijn · barensteel · bezant · Bourgondisch kruis · brisure · cartouche · centaur · cordelière · dekkleed · dorpsvlag · dorpswapen· drieberg · dubbelkoppige adelaar · dwarsbalk · fleur de lis · fleuron · Friese adelaar · gaande leeuw · gecarteleerd · Gelderse leeuw · gepaald · gravenkroon · groot wapen · griffioen · hartschild · helmkroon · helmteken · heraldische kleur · herautstuk · hermelijn · hoed · Hollandse tuin · huismerk · Jeruzalemkruis · karbonkel · keizerskroon · keper · koek · kromstaf · kroon · krukkenkruis · kwartier · kwartileren · kwartierzoom · leeuw · markiezenkroon · merlet · molenijzer · motto · muurkroon · nassaublauw · natuurlijke kleur · Nederlandse leeuw · Nederlandse Maagd · ombrellino · ordeketen · palen · pentagram · pijlenbundel · raadselwapen · raaf · respectant · riddertoernooi · rijksbanier · rijkskleuren · rijksstandaard · rijkswapen · roos · Rudolfinische keizerskroon · Saksenros · Saladins Adelaar · scharlakenrood · schildhoofd · schildhouder · schildvoet · schildzoom · schoof · schuinbalk · schuinstreep sinister · sinister · sleutels van Petrus · socialistische heraldiek · sprekend wapen · stadskleuren · standaard · stedenmaagd · ster · tinctuur · vair · vermeerdering · vlag · vorstenhoed · vrijheidshoed · vrijkwartier · vrouwenwapen · wapen · wapenbelasting · Wapenboek Beyeren · Wapenboek Gelre · wapenbord · wapendiploma · wapendier · wapenkast · wapenkoning · wapenmantel · wapenrecht · wapenrol · wapenstier · wapentent · wassende en afnemende maan · Waterlandse zwaan · Westfriese boomwapens · wildeman · wolfsangel · wrong